# Clément Sibony
Clément Sibony (* 30. listopadu 1976 Paříž) je francouzský herec. Svou kariéru u filmu zahájil v roce 1991. Od té doby hrál v několika desítkách filmů a také mnoha televizních seriálech. Za svou roli ve filmu L'envol byl na Mezinárodním filmovém festivalu v Moskvě oceněn coby nejlepší herec. Roku 2014 hrál ve videoklipu k písni „Into the Blue“ australské zpěvačky Kylie Minogue. V minulosti byla jeho partnerkou herečka Isabelle Carré.

## Filmografie (výběr)
- Francouzský polibek (1995)
- Stínohra (1996)
- Sentimental Education (1998)
- Hluboko v lesích (2000)
- Paleček (2001)
- Má mě rád, nemá mě rád (2002)
- Cizinec (2010)
- Nechte moje lidi jít! (2011)
- Láska na kari (2014)
- Muž na laně (2015)
- Altamira (2016)
- Avril (2016)